# Los Encuentros

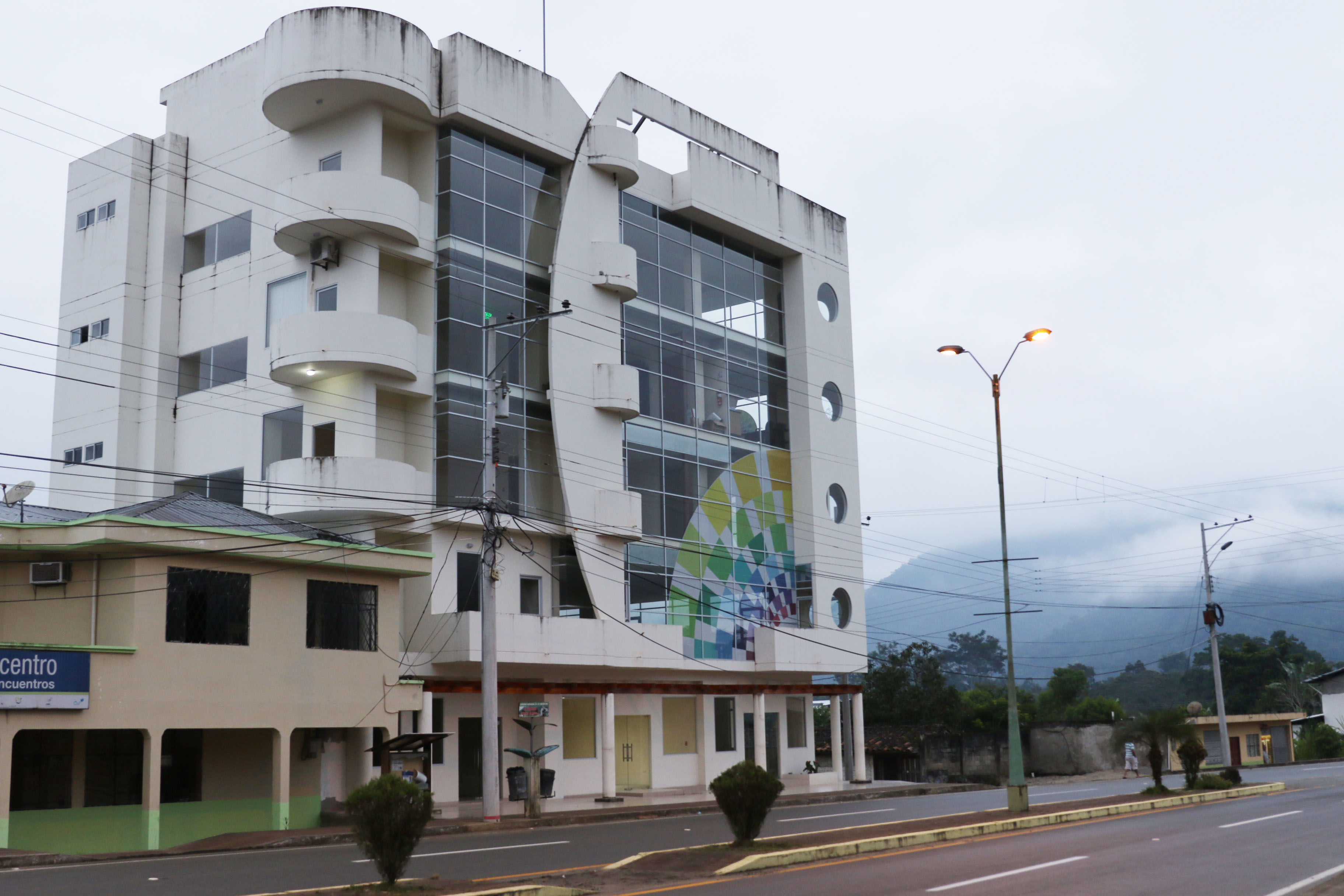

Los Encuentros (span. für „Die Aufeinandertreffen“) ist eine Ortschaft und eine Parroquia rural („ländliches Kirchspiel“) im Kanton Yantzaza der ecuadorianischen Provinz Zamora Chinchipe. Die Parroquia besitzt eine Fläche von 475,45 km². Die Einwohnerzahl lag im Jahr 2015 bei etwa 4010. Die Parroquia Los Encuentros wurde am 26. Februar 1981 gegründet.

## Lage
Die Parroquia Los Encuentros liegt in der Cordillera del Cóndor im Südosten von Ecuador. Der Hauptort Los Encuentros liegt auf einer Höhe von 790 m am linken Flussufer des Río Zamora unmittelbar unterhalb der Einmündung des Río Nangaritza. Der Ort befindet sich 15 km nordöstlich des Kantonshauptortes Yantzaza. Die Fernstraße E45 (Zamora–Macas) führt durch Los Encuentros. Der Río Nangaritza begrenzt das Areal im südlichen Westen. Der Río Zamora durchquert den Nordwesten der Parroquia in ostnordöstlicher Richtung. Der östliche Teil der Parroquia wird vom Rìo Machinaza nach Norden entwässert. Das Areal liegt in Höhen zwischen 800 m und 2359 m. Das Verwaltungsgebiet hat eine Längsausdehnung in Ost-West-Richtung von knapp 30 km sowie in Nord-Süd-Richtung von knapp 20 km.
Die Parroquia Los Encuentros grenzt im Norden an die Parroquia Pachicutza (Kanton El Pangui), im Osten an Peru, im Süden an die Parroquias Paquisha und Bellavista (beide im Kanton Paquisha) sowie im Westen an die Parroquias Yantzaza und Chicaña.

## Ökologie
Im Osten der Parroquia zwischen den Flussläufen von Río Zarza und Río Blanco, beides linke Nebenflüsse des Río Manchinaza, erstreckt sich das Schutzgebiet Refugio de Vida Silvestre El Zarza.